# Comatose Vigil
«Comatose Vigil» — российская дум-метал-группа, основанная в 2003 году в Москве.

## История
Первый состав группы зародился в январе 2003 года в Москве. С самого начала группа регулярно записывала свои репетиции на небольшой кассетный магнитофон и в дальнейшем некоторые из этих записей, оцифрованные и откорректированные, распространялись среди знакомых и интересующихся. На тот момент это была одна из первых групп в стиле Funeral Doom, появившихся в России.
В 2004 году группу заметил лейбл Stygian Crypt Prod. Был подписан договор на запись и выпуск дебютного альбома группы на новом саблейбле Marche Funebre prod, и в 2005 году вышел дебютный релиз «Not a Gleam of Hope».
В сентябре 2006 года группа подписала договор с московским лейблом Solitude prod. на запись и выпуск сингла, а также второго полноценного альбома. Сингл «Narcosis (EP)» вышел в том же году.
При непосредственном участии клавишника группы ZiGR`а, организовавшего промоутерскую группу Sepulture Union, с 2006 года проводятся ежегодные международные фестивали Moscow DOOM Festival, постоянным участником которых является группа Comatose Vigil.
Второй долгожданный полноформатный альбом вышел 12 сентября 2011 года. Его запись происходила в российской студии Primordial Studio, где ранее уже записывались Revelations of Rain и Who Dies in Siberian Slush. Мастерингом альбома занимался Грег Чендлер в Англии.
7 марта 2012 года группа объявила о своём распаде. Однако в 2014 году группа вновь объединилась и в январе 2015 года участвовала в фестивале Petrodoom 3 в Санкт-Петербурге.

## Состав

### Последний известный состав
- A.K. iEzor — вокал, ударные (Abstract Spirit, ex-Agasfer, ex-Omnicide, ex-Kein Zurück)
- ViG’iLL — гитары, бас
- ZiGR — клавишные

### Бывшие участники
- Overdose A.D. — ударные (2003—2010)
- M. Hater — гитара (2006) (Twilight Is Mine, Abstract Spirit, ex-Kein Zurück)
- I. Stellarghost — клавишные (2006) (Twilight Is Mine, Abstract Spirit)
- Agapith — бас-гитара (2003—2009)(Omnicide, Alcothrone, Gelida Obscuritas)
- K.O. Tomb — вокал (2009—2010)
- Bor — бас-гитара

## Дискография
| №                   | Название              | Длительность |
| ------------------- | --------------------- | ------------ |
| 1.                  | «Suicide Grotesque»   |              |
| 2.                  | «Cataracts»           |              |
| 3.                  | «Heaven Bleed Fallen» |              |
| 4.                  | «Galleries of Coma»   |              |
| Общая длительность: | Общая длительность:   | 1:00:01      |

| №                   | Название             | Длительность |
| ------------------- | -------------------- | ------------ |
| 1.                  | «Suicide Grotesque»  | 19:48        |
| 2.                  | «Cataracts»          | 20:39        |
| 3.                  | «Mirrors of Despair» | 17:46        |
| 4.                  | «Galleries of Coma»  | 11:12        |
| Общая длительность: | Общая длительность:  | 1:09:25      |

| №                   | Название                                        | Длительность |
| ------------------- | ----------------------------------------------- | ------------ |
| 1.                  | «Narcosis» (English version)                    | 15:07        |
| 2.                  | «Narcosis» (Russian version)                    | 15:08        |
| 3.                  | «Bonus Track» (Tears of Time — Crematory cover) | 6:38         |
| Общая длительность: | Общая длительность:                             | 36:53        |

| №                   | Название              | Длительность |
| ------------------- | --------------------- | ------------ |
| 1.                  | «Fuimus, Non Sumus…»  | 27:52        |
| 2.                  | «Autophobia»          | 23:14        |
| 3.                  | «The Day Heaven Wept» | 24:28        |
| Общая длительность: | Общая длительность:   | 1:15:34      |